# Царьова Наталія Миколаївна
Нат́алія Микол́аївна Царь́ова (нар. 1951, Львів, Львівська область) — спеціаліст з архівознавства, зокрема проблем спеціальних історичних дисциплін, перекладач латинської та старопольської мов.

## Життєпис
Народилася 1951 року у Львові у сім'ї службовців. 
В 1968 року закінчила Львівську середню школу № 18. В 1969-1974 роках навчалась на факультеті класичної філології Львівського університету. У 1974-1982 роках працювала старшим лаборантом кафедри класичної філології. З 1982 року - науковий працівник Центрального державного історичного архіву України у місті Львові (з 1995 року - на посаді завідувача відділу давніх актів). З 1999 року за сумісництвом — доцент кафедри давньої історії України та спеціальних історичних дисциплін. У 1980-1981 роках перебувала на Вищих курсах бібліотекознавства та бібліографії у Софії при Національній бібліотеці ім. Кирила та Мефодія; 1986 році - Вищі курси архівознавства та інформатики у Москві; 1996 році — стажування у Головному архіві давніх актів (Варшава, Польща). Член редакційної ради "Студій з архівної справи та документознаства" (Київ).
Сфера наукових зацікавлень: архівознавство, зокрема проблеми спеціальних історичних дисциплін, переклади з латинської та старопольської мов.

## Найважливіші праці
- Зиморович Ю. Б. Потрійний Львів. Ч. І. Львів руський // Старий Львів. 1998. Вип. 2-8 (переклад, вступ, коментарі)
- Боротьба Південно-Західної Русі і України проти експансії Ватікану та унії (Х-початок XVII ст.). Збірник документів і матеріалів. Київ, 1988 (упорядник)
- Покажчик матеріалів до історії німецьких колоній Галичини (Центральний державний історичний архів України, м. Львів) // Німецькі колонії в Галичині: історія - архітектура - культура. Міжнародний науковий семінар: матеріали, доповіді, повідомлення. Львів, 1996. С. 49-56
- До проблеми викладання архівознавства на базі науково-методичного кабінету архівознавства та допоміжних історичних дисциплін ЦДІА України (м. Львів) // Українське архівознавство: історія, сучасний стан та перспективи. Наук. доп. Всеукр. конферен. Ч. 2. К., 1997. С. 33-36
- Ars discernendi vera ac falsa. Рецензія на: М. М. Кріль "Основи палеографії. Навчальний посібник. Київ, 1995" та "М. М. Кріль Латинське письмо та його види: Текст лекцій. Львів, 1996" // Студії з архівної справи та документознавства. Т. 3. Київ, 1998. С. 171-181 (співавтори: О. Мацюк, Н. Шестакова, В. Кметь)
- Структура автоматизованого опису маєткового фонду для національного зведеного банку даних (проект) // Рукописна україніка: Матеріали міжнародної науково-практичної конференції 20-21 вересня 1996 року. Львів, 1999. С. 547-550 (співавтори: О. Дзьобан, М. Крикун)
- Центральний державний історичний архів УРСР у м. Львові: покажчик видань архіву та літератури про його діяльність (1947-1988). Львів, 1990 (співупорядники: Д. І. Пельц, О. М. Гнєвишева)
- Палеографічний альбом латинського скоропису XV-XVIII ст. (На матеріалах актових книг) // Українська археографія: сучасний стан та перспективи розвитку. Тези доп. Респ. Наради. Грудень, 1988. Київ, 1988. С. 195-196
- Archiwalia rodu Potockich w zbiorach CPAH Ukrainy we Lwowie // Miscellanea Historico-Archivistica. Warszawa, 1997. Т. VIII. S. 113-117 (пол.)
- Archiwa rodowe Czajkowskich i Treterow w zbiorach CPAH Ukrainy we Lwowie // Miscellanea Historico-Archivistica. Warszawa, 1998. Т. ІХ. S. 119-125 (пол.)
- Ksiegi sadowe lwowskie: historia zbiorow, perspektywy wykorzystania // Miscellanea Historico-Archivistica. Warszawa, 1999. Т. Х. S. 55-61. (пол.)